# Ultimate Force
Ultimate Force är en brittisk dramaserie som visades på ITV. Serien handlar om det påhittade "Red troop"  i SAS (Special Air Service). Serien började den 16 september 2002 och det gjordes sammanlagt fyra säsonger.

## Skådespelare
- Ross Kemp - Sgt Henry "Henno" Garvie
- Jamie Draven - Jamie Dow
- Danny Sapani - Ricky Mann
- Tony Curran - Pete Twamley
- Christopher Fox - Louis Hoffmann
- Alex Reid - Caroline Walshe
- Miles Anderson - Aidan Dempsey
- Elliot Cowan - Jem Poynton
- Louis Decosta Johnson - Dave Woolston
- Heather Peace - Becca Gallagher
- Jamie Bamber - Dotsy Doheny
- Liam Garrigan - Ed Dwyer
- Sam Callis - Patrick Fleming

## Serien i olika länder

### Sändningsbolag
| Land                    | TV kanal(er)                     |
| ----------------------- | -------------------------------- |
| Storbritannien          | ITV                              |
| Argentina               | FX                               |
| Sverige                 | Viasat Crime                     |
| Dominikanska Republiken | FX                               |
| Australien1, 3          | Channel Seven Channel 7 HD UK.TV |
| Frankrike               | NT1 France 44 \|Tuesday 8:00pm   |
| Ungern                  | Viasat 3                         |
| Italien                 | AXN 7 Gold                       |
| Irland                  | TV3                              |
| Japan                   | WOWOW                            |
| Nya Zeeland             | TV ONE                           |
| Island                  | Sjónvarpið                       |
| Polen                   | Tele 5                           |
| USA                     | BBC America                      |
| Serbien                 | TV Avala                         |